# Guccio Gucci
Guccio Gucci (Florence, 26 maart 1881 – Milaan, 2 januari 1953) was een Italiaans zakenman en modeontwerper, en de oprichter van het Huis van Gucci.

## Biografie
Guccio Gucci werd geboren in Florence op 26 maart 1881, als zoon van een Toscaanse hoedenmaker.
Aan het einde van zijn tienerjaren vertrok hij uit Florence en reisde naar Parijs, daarna naar Londen. In de Britse hoofdstad ging hij werken in het Savoy Hotel waar hij dienst deed als afwasser, piccolo, liftjongen en maitre d'hotel. Hij kwam in contact met de rijke gasten en beroemdheden die in het hotel verbleven en raakte zo bekend met de stijl van kleding en accessoires van de rijke bovenklasse.
Een paar jaar later ging hij terug naar Italië om aan de slag te gaan bij een leerbewerker in Milaan, waar hij het vak leerde. In 1901 trouwde Gucci met Aida Calvelli (1879-1955). Samen kregen ze vijf kinderen: een dochter, Grimalda (1903-1989), en vier zoons: Enzo, die al vroeg overleed (1904-1913), Aldo (1905-1990), Vasco (1907-1974) en Rodolfo (1912-1983). Uit een eerdere relatie van Aida kwam Ugo (1899-1973), die na het huwelijk door Gucci werd geadopteerd.
In 1921 opende Gucci zijn eigen zaak aan de Via della Vigna Nuova in Florence. Hij maakte en verkocht in het begin onder andere accessoires voor ruiters zoals zadels en zadeltassen. Het assortiment werd uitgebreid met handtassen, schoenen en riemen. Zijn zoons Aldo, Vasco en Rodolfo gingen meehelpen. Hierdoor veranderde de oorspronkelijke eenmanszaak in een familiebedrijf. In 1938 werd de zaak uitgebreid naar Rome en in 1951 naar Milaan. Het grootste gedeelte van Gucci's leven was de zaak enkel actief in Italië. In 1952 breidde zijn bedrijf zich ook overzees uit met de opening van een filiaal in New York. Twee weken na de opening overleed Gucci, op 2 januari 1953.
Na zijn dood zetten zijn zoons het bedrijf voort. Het zou uitgroeien tot een van de bekendste modemerken ter wereld.